# F'Real
Albums de Murs
Good Music
(1999)
F'Real est le premier album studio de Murs, sorti en 1997 sur le label indépendant Veritech Records.

## Liste des titres
| No  | Titre                                                  | Producteur(s) | Durée |
| --- | ------------------------------------------------------ | ------------- | ----- |
| 1.  | 2 Reasons? (featuring Asop)                            | W. Taylor     | 4:54  |
| 2.  | 8th Samurai                                            | Gandolf       | 2:19  |
| 3.  | 4 the Record                                           | W. Taylor     | 4:40  |
| 4.  | BasikMurs (featuring Basik MC)                         |               | 4:21  |
| 5.  | Interview With The Dominant (featuring Kirby Dominant) |               | 2:51  |
| 6.  | Dominant Freestyle (featuring Kirby Dominant)          | W. Taylor     | 4:27  |
| 7.  | M-3 (Anger)                                            | Elusive       | 3:28  |
| 8.  | Say Anything (featuring Arata, The Grouch & PSC)       | The Grouch    | 6:10  |
| 9.  | The Saint                                              | Tone          | 4:37  |
| 10. | Morocco Mike                                           | W. Taylor     | 4:41  |
| 11. | Ninety-Five                                            | W. Taylor     | 3:57  |
| 12. | The Jerry Maguire Song                                 | W. Taylor     | 4:31  |
| 13. | Live My Life                                           | Bizarro       | 5:04  |
| 14. | Nites Like This                                        | Arata C7S     | 2:34  |
| 15. | The Extras (featuring Big Texas & Evanessence)         | Eye-3         | 3:25  |
| 16. | Ease Back                                              | Eye-3         | 2:27  |
| 17. | The Sermon                                             |               | 1:00  |